# سوسن دریایی
سوسن دریایی (نام علمی: Lilium maritimum) نام یک گونه از سرده سوسن است.